# Feast 2: Sloppy Seconds
Feast 2: Sloppy Seconds è  un film del 2008 diretto da John Gulager.

## Trama
(Greg Swank prima di gettarsi con una fune da un palazzo per salvare un infante circondato da mostri sanguinari, che poi getterà via)
Una tranquilla città viene attaccata da dei mostri, la cui provenienza è sconosciuta. Il film continua dove il primo era terminato, Biker Queen è alla ricerca dell'assassino di sua sorella, morta nella precedente pellicola, le viene riferito che è stato Bozo mentre in realtà venne sacrificata ai mostri in quanto creduta morta e proprio Bozo si oppose a tale scelta, anche se fu lui a darle il colpo di grazia ala donna in balia dei sanguinosi esseri. Intanto fanno la loro comparsa i nuovi personaggi che si aggiungono a quelli visti nel primo episodio: due fratelli nani lottatori, Thunder e Lightning molto affezionati alla loro nonna, il malvagio Hobo che fugge dalla prigione approfittando dell'attacco dei mostri, il venditore di auto usate Slasher, Secrets, sua moglie, che lo tradisce col suo collega Greg Swank.
Biker Queen viaggia con il Barista (uno dei sopravvissuti del primo film) alla ricerca di Bozo, incontrano Honey Pie che nel precedente episodio aveva abbandonato i suoi amici. Litigano ma alla fine la donna riesce a fuggire anche se rimane ferita. I due fuggendo dai mostri si uniscono al resto del gruppo. Cercheranno di salvarsi dai continui attacchi degli esseri, salendo su un palazzo, Greg cercherà di salvare un bambino che poi lui stesso getterà via, Slasher per sfuggire dal terrazzo dove avevano trovato scampo ma da cui non potevano fuggire costruirà una catapulta che poi si rivelerà inutile, portando alla morte uno dei nani.
Il film termina con il fratello del lottatore che continua l'azione che aveva iniziato il parente, mentre Honey Pie che aveva combattuto contro uno dei mostri sembra che riesca ancora a fuggire ma viene colpita alla testa mortalmente, almeno così sembra sino all'ultima scena quando si rialza furiosa.

## Produzione
Sequel di Feast del 2005, il film venne prodotto dalla società Neo Art & Logic, mentre le scene del film vennero girate in parte a Los Angeles e gli esterni a New Orleans e Shreveport, Louisiana.

## Distribuzione

### Data di uscita
Il film venne distribuito in varie nazioni, fra cui:
- Stati Uniti d'America 19 settembre 2008 (Austin Fantastic Fest, poi distribuito nelle sale dal 7 ottobre 2008)
- Inghilterra 11 gennaio 2009
- Giappone 27 giugno 2009
- Ungheria 10 marzo 2010
- Francia 19 ottobre 2010